# Arachnanthus brachiolata
Arachnanthus brachiolata är en korallart som beskrevs av Agassiz 1863. Arachnanthus brachiolata ingår i släktet Arachnanthus och familjen Arachnactidae. Inga underarter finns listade i Catalogue of Life.